# Hisingen
Hisingen es la cuarta isla por tamaño de Suecia, con una superficie de 199 km², y la más poblada, formando parte del municipio de Gotemburgo, provincia de Västra Götaland. Está rodeada por el río Göta en el sur y este, el Nordre älv en el norte y el Kattegat al oeste. La parte septentrional de la ciudad de Gotemburgo, con sus ensenadas, industrias y suburbios, se encuentra en la isla, que está dividida entre las dos provincias históricas de Västergötland y Bohuslän.
La isla estuvo dividida en una parte sueca y otra noruega hasta que fue cedida por Dinamarca-Noruega en 1658, por el tratado de Roskilde. La división se mantuvo en el nombre oficial de los distritos provinciales de Hisingen sueco y noruego o "Svenska Hisingens härad" y "Norska Hisingens härad", hasta 1681 cuando fueron renombrados como distrito oriental y distrito occidental.
Volvo tiene su principal oficina e instalaciones productivas en Hisingen. Durante la mayor parte del siglo XX, la isla fue el foco de la construcción sueca, con compañías como Arendalsvarvet, Eriksberg, Götaverken y Lindholmen actuando aquí.
La orilla septentrional de Göta älv (río Göta), en Hisingen, ha pasado por una gran expansión a lo largo de los últimos veinte años: áreas residenciales, edificios universitarios y también industria de alta tecnología que han reemplazado en gran medida a los astilleros.
El aeropuerto de Gotemburgo-City se encuentra en Säve en la parte septentrional de Hisingen. La población de la isla es de alrededor de 130.000 personas, haciendo de ella la más poblada de Suecia, por delante de Södermalm y Gotland.